# Wereldkampioenschap voetbal 1966 (kwalificatie CONMEBOL)
Er hebben zich 9 teams van de CONMEBOL ingeschreven voor de kwalificatie van het Wereldkampioenschap voetbal 1966. De deelnemende landen werden in 3 groepen verdeeld. De groepswinnaars kwalificeerden zich voor het hoofdtoernooi. De kwalificatie duurde van 16 mei tot en met 12 oktober 1965. Er waren geen verrassingen in de Zuid-Amerikaanse zone. Zowel Argentinië als Uruguay ondervonden geen weerstand zich te plaatsen, de nummer drie van het WK in 1962 Chili had een beslissingswedstrijd nodig tegen Ecuador om zich te plaatsen.

## Gekwalificeerde landen

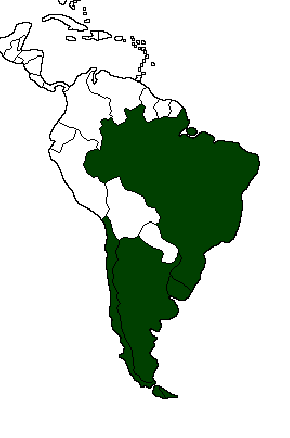
Gekwalificeerde landen

| FIFA-lid   | Confederatie | Kwalificatie    | Aantal dln. (inclusief 1966) | Dln. op rij | Eerste dln. | Laatste dln. | Titels (exclusief 1966) | Beste prestatie |
| ---------- | ------------ | --------------- | ---------------------------- | ----------- | ----------- | ------------ | ----------------------- | --------------- |
| Brazilië   | CONMEBOL     | Titelverdediger | 8                            | 8           | 1930        | 1962         | 2                       | Kampioen        |
| Uruguay    | CONMEBOL     | Winnaar groep 1 | 5                            | 2           | 1930        | 1962         | 2                       | Kampioen        |
| Chili      | CONMEBOL     | Winnaar groep 2 | 4                            | 2           | 1930        | 1962         | 0                       | Derde           |
| Argentinië | CONMEBOL     | Winnaar groep 3 | 5                            | 3           | 1934        | 1962         | 0                       | Tweede          |

## Groepen en wedstrijden
Legenda

### Groep 1
| Pos | Land      | Wed | Win | Gel | Ver | DV | DT | +/− | Pnt |
| --- | --------- | --- | --- | --- | --- | -- | -- | --- | --- |
| 1   | Uruguay   | 4   | 4   | 0   | 0   | 11 | 2  | +9  | 8   |
| 2   | Peru      | 4   | 2   | 0   | 2   | 8  | 6  | +2  | 4   |
| 3   | Venezuela | 4   | 0   | 0   | 4   | 4  | 15 | –11 | 0   |

|             |                   |       |           |                                         |
| 16 mei 1965 | Peru              | 1 – 0 | Venezuela | Lima, Peru Scheidsrechter: Melina (CHI) |
| 16 mei 1965 | Zegarra 37' (pen) |       |           | Lima, Peru Scheidsrechter: Melina (CHI) |

|             |                                           |       |           |                                                         |
| 23 mei 1965 | Uruguay                                   | 5 – 0 | Venezuela | Montevideo, Uruguay Scheidsrechter: Dimas Larrosa (PAR) |
| 23 mei 1965 | Rocha 18' Silva 23', 52', 69' Menezes 61' |       |           | Montevideo, Uruguay Scheidsrechter: Dimas Larrosa (PAR) |

|             |               |       |                          |                                                     |
| 30 mei 1965 | Venezuela     | 1 – 3 | Uruguay                  | Caracas, Venezuela Scheidsrechter: Goicoechea (ARG) |
| 30 mei 1965 | Tortolero 40' |       | 10', 47' Rocha 52' Silva | Caracas, Venezuela Scheidsrechter: Goicoechea (ARG) |

|             |                                  |       |                                                  |                                                   |
| 2 juni 1965 | Venezuela                        | 3 – 6 | Peru                                             | Caracas, Venezuela Scheidsrechter: Sundheim (COL) |
| 2 juni 1965 | Santana 32' Scovino 46' Elie 89' |       | 11' Mosquera 44', 60', 68' León 40', 81' Zavalla | Caracas, Venezuela Scheidsrechter: Sundheim (COL) |

|             |      |                |         |                                         |
| 6 juni 1965 | Peru | 0 – 1          | Uruguay | Lima, Peru Scheidsrechter: Vicuńa (CHI) |
| 6 juni 1965 |      | 77' Urruzmendi |         | Lima, Peru Scheidsrechter: Vicuńa (CHI) |

|              |                     |       |           |                                                   |
| 13 juni 1965 | Uruguay             | 2 – 1 | Peru      | Montevideo, Uruguay Scheidsrechter: Marques (BRA) |
| 13 juni 1965 | Silva 20' Rocha 62' |       | 2' Peláez | Montevideo, Uruguay Scheidsrechter: Marques (BRA) |

Uruguay qualified.

### Groep 2
| Pos | Land     | Wed | Win | Gel | Ver | DV | DT | +/− | Pnt |
| --- | -------- | --- | --- | --- | --- | -- | -- | --- | --- |
| 1=  | Chili    | 4   | 2   | 1   | 1   | 12 | 7  | +5  | 5   |
| 1=  | Ecuador  | 4   | 2   | 1   | 1   | 6  | 5  | +1  | 5   |
| 3   | Colombia | 4   | 1   | 0   | 3   | 4  | 10 | –6  | 2   |

|              |          |           |         |                                                     |
| 20 juli 1965 | Colombia | 0 – 1     | Ecuador | Baranquilla, Colombia Scheidsrechter: Pedraza (PER) |
| 20 juli 1965 |          | 18' Muñoz |         | Baranquilla, Colombia Scheidsrechter: Pedraza (PER) |

|              |                   |       |          |                                                   |
| 25 juli 1965 | Ecuador           | 2 – 0 | Colombia | Guayaquil, Ecuador Scheidsrechter: Spinetto (ARG) |
| 25 juli 1965 | Raymondi 56', 77' |       |          | Guayaquil, Ecuador Scheidsrechter: Spinetto (ARG) |

|                 |                                                                      |       |                  |                                               |
| 1 augustus 1965 | Chili                                                                | 7 – 2 | Colombia         | Santiago, Chili Scheidsrechter: Pedraza (PAR) |
| 1 augustus 1965 | Sánchez 11' Méndez 15', 70' Fouilloux 25', 65' Campos 42' Prieto 58' |       | 40', 70' Segrera | Santiago, Chili Scheidsrechter: Pedraza (PAR) |

|                 |                      |       |       |                                                  |
| 7 augustus 1965 | Colombia             | 2 – 0 | Chili | Baranquilla, Colombia Scheidsrechter: Rica (VEN) |
| 7 augustus 1965 | Rada 67' (pen.), 87' |       |       | Baranquilla, Colombia Scheidsrechter: Rica (VEN) |

|                  |                          |       |                       |                                                  |
| 15 augustus 1965 | Ecuador                  | 2 – 2 | Chili                 | Guayaquil, Ecuador Scheidsrechter: Queiroz (BRA) |
| 15 augustus 1965 | Spencer 15' Raymondi 84' |       | 39' Campos 57' Prieto | Guayaquil, Ecuador Scheidsrechter: Queiroz (BRA) |

|                  |                                             |       |             |                                               |
| 22 augustus 1965 | Chili                                       | 3 – 1 | Ecuador     | Santiago, Chili Scheidsrechter: Codesal (URU) |
| 22 augustus 1965 | Sánchez 10' (pen.) Marcos 62' Fouilloux 74' |       | 36' Spencer | Santiago, Chili Scheidsrechter: Codesal (URU) |

Omdat Chili en Ecuador gelijk eindigden werd er een extra play-off gespeeld om te bepalen welk land zich kwalificeert voor het hoofdtoernooi.
|                 |                        |       |           |                                             |
| 12 oktober 1965 | Chili                  | 2 – 1 | Ecuador   | Lima, Peru Scheidsrechter: Goicoechea (ARG) |
| 12 oktober 1965 | Sánchez 16' Marcos 40' |       | 89' Gómez | Lima, Peru Scheidsrechter: Goicoechea (ARG) |

### Groep 3
| Pos | Land       | Wed | Win | Gel | Ver | DV | DT | +/− | Pnt |
| --- | ---------- | --- | --- | --- | --- | -- | -- | --- | --- |
| 1   | Argentinië | 4   | 3   | 1   | 0   | 9  | 2  | +7  | 7   |
| 2   | Paraguay   | 4   | 1   | 1   | 2   | 3  | 5  | –2  | 3   |
| 3   | Bolivia    | 4   | 1   | 0   | 3   | 4  | 9  | –5  | 2   |

|              |                         |       |         |                                                   |
| 25 juli 1965 | Paraguay                | 2 – 0 | Bolivia | Asunción, Paraguay Scheidsrechter: Sundheim (COL) |
| 25 juli 1965 | Rodríguez 24' Rojas 73' |       |         | Asunción, Paraguay Scheidsrechter: Sundheim (COL) |

|                 |                                          |       |          |                                                          |
| 1 augustus 1965 | Argentinië                               | 3 – 0 | Paraguay | Buenos Aires, Argentinië Scheidsrechter: Albergati (URU) |
| 1 augustus 1965 | González 15' (e.d.) Onega 26' Artime 35' |       |          | Buenos Aires, Argentinië Scheidsrechter: Albergati (URU) |

|                 |          |       |            |                                               |
| 8 augustus 1965 | Paraguay | 0 – 0 | Argentinië | Asunción, Paraguay Scheidsrechter: Viug (BRA) |
| 8 augustus 1965 |          |       |            | Asunción, Paraguay Scheidsrechter: Viug (BRA) |

|                  |                                     |       |            |                                                       |
| 17 augustus 1965 | Argentinië                          | 4 – 1 | Bolivia    | Buenos Aires, Argentinië Scheidsrechter: Marino (URU) |
| 17 augustus 1965 | Bernao 3', 56' Onega 24' (pen), 25' |       | 55' Vargas | Buenos Aires, Argentinië Scheidsrechter: Marino (URU) |

|                  |                          |       |          |                                               |
| 22 augustus 1965 | Bolivia                  | 2 – 1 | Paraguay | La Paz, Bolivia Scheidsrechter: Viuacis (ECU) |
| 22 augustus 1965 | Quevedo 29' Castillo 75' |       | 30' Mora | La Paz, Bolivia Scheidsrechter: Viuacis (ECU) |

|                  |                  |       |                 |                                               |
| 29 augustus 1965 | Bolivia          | 1 – 2 | Argentinië      | La Paz, Bolivia Scheidsrechter: Angeles (PER) |
| 29 augustus 1965 | Ramos 35' (e.d.) |       | 31', 39' Artime | La Paz, Bolivia Scheidsrechter: Angeles (PER) |